# Corythucha elegans
Espèce
Corythucha elegans, la punaise réticulée des peupliers, est une espèce d'insectes de l'ordre des hémiptères, du sous-ordre des hétéroptères (punaises), de la famille des Tingidae, de la sous-famille des Tinginae et de la tribu des Tingini. Elle est trouvée en Amérique du Nord, d'où elle est aussi connue sous son nom anglais : the willow lace bug (qui pourrait se traduire par "la punaise dentelée des saules").